# Lampranthus creber
Lampranthus creber är en isörtsväxtart som beskrevs av L. Bol. Lampranthus creber ingår i släktet Lampranthus och familjen isörtsväxter. Inga underarter finns listade i Catalogue of Life.